# Philipp Sondermann

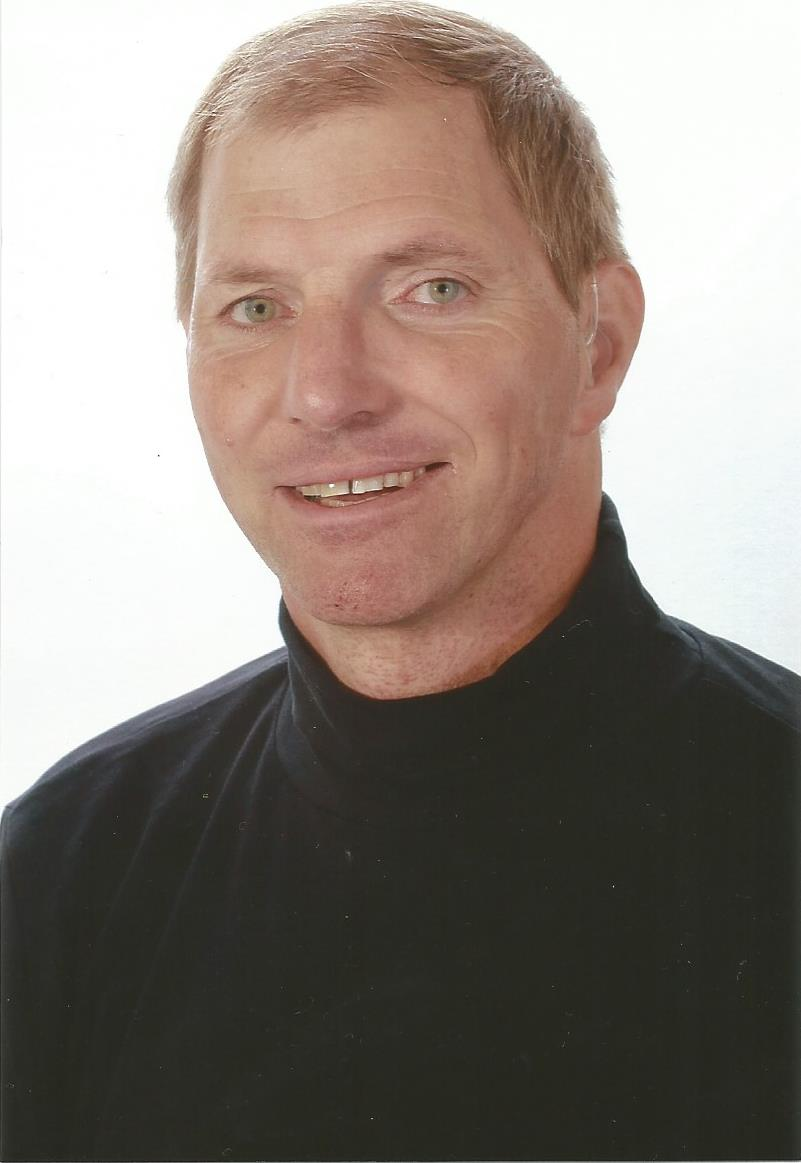
Philipp Sondermann (2014)

Philipp Sondermann (* 1971 in Bielefeld) ist ein deutscher Buchautor.

## Leben
Der gelernte Verkäufer arbeitete als Lagerist, Maschinenführer und Produktionshelfer und fing bereits während der Schulzeit mit dem Schreiben an. Er nahm 1987 am Wettbewerb „Junge Autoren schreiben über Bielefeld“ und 1989 am Schülerwettbewerb „Deutsche Geschichte um den Preis des Bundespräsidenten“ teil. Seit 1997 ist er freier Autor. Sondermann ist ledig und lebt in Bielefeld. Er ist seit 2003 Mitglied im Freien Deutscher Autorenverband Schutzverband Deutscher Schriftsteller e.V. (FDA). Seit 2014 ist er ferner Mitglied bei den Brackweder Fotofreunden in Bielefeld-Brackwede mit denen er zahlreiche Ausstellung veranstaltet hat.
Seit 2002 ist er Mitglied der Freien Demokratischen Partei (FDP), Ortsverband Brackwede und dort stellvertretendes Vorstandsmitglied. Für den Kreisverband Bielefeld ist er seit 2024 ordentliches erstes Mitglied im Behindertenbeirat Bielefeld.

## Werke
- Radwanderführer Teutoburger Wald: Bielefeld, Gütersloh, Detmold, 1998. ISBN 3-89306-090-1
- Reiseführer Bielefeld von a bis z, 2000. ISBN 3-927155-72-1
- Zeitsprünge Bielefeld, 2001. ISBN 3-89702-394-6

## Belege
1. ↑  Philipp Sondermann (ich selber): Philipp Sondermann. In: https://www.linkedin.com. Linkedin, abgerufen am 28. Januar 2024 (deutsch).

| Personendaten    | Personendaten       |
| ---------------- | ------------------- |
| NAME             | Sondermann, Philipp |
| KURZBESCHREIBUNG | deutscher Buchautor |
| GEBURTSDATUM     | 1971                |
| GEBURTSORT       | Bielefeld           |